# Troy Garity
Troy Garity (Los Angeles, 7 de julho de 1973) é um ator estadunidense.

## Biografia
Troy Garity nasceu em Los Angeles na Califórnia. Ele cresceu em Santa Mônica. É filho da atriz Jane Fonda e do ativista político Tom Hayden.
Seu sobrenome profissional, Garity, é o nome de família de sua avó paterna. Ele começou a atuar como uma criança no acampamento Santa Barbara's Laurel Springs Camp, onde ele executou Commedia dell'arte. Ele fez uma aparição sem créditos no filme On Golden Pond.
Ele treinou na Academia Americana de Artes Dramáticas. Ele também tornou-se membro da Academia Repertory Company, atuando em uma série de produções teatrais.

## Filmografia
- On Golden Pond (1981) (Não creditado)
- The Cherokee Kid (1996) (TV) - Bartender
- Conspiracy Theory (1997) - Interno
- Steal This Movie! (2000) - Tom Hayden
- Rude Awakening (2000) - Vin
- Solomon Bernstein's Bathroom (2000) - Solomon Bernstein
- Code Blue (2000) (VG) - Daniel Mosley
- Perfume (2001) - Simon
- Bandits (2001) - Harvey 'Dog' Pollard
- Lather. Rinse. Repeat. (2002) - John Donnelly
- Barbershop (2002) - Isaac Rosenberg
- Soldier's Girl (2003) (TV) - Barry Winchell
- Milwaukee, Minnesota (2003) - Albert Burroughs
- Barbershop 2: Back in Business (2004) - Isaac Rosenberg
- After the Sunset (2004) - Luc
- Sunshine (2007) - Harvey
- Eichmann (2007) - Avner Less
- Lake City (2008) - Billy
- Winged Creatures (a.k.a.
- Fragments) (2008) - Ron Abler
- A Cat's Tale (2008) - Marchello
- My One and Only (2009) - Becker
- A Day in the Life (2009) - Officer Klute
- Kerosene Cowboys (2009) - Luke "Cajun" Babbineaux
- House MD (2009) - Hank Hardwick
- Hawaii Five-0 (2011) - Agent Edward Kipton
- The Playboy Club (2011) - John Bianchi
- The Good Doctor (2011) - Dan
- Boss (2011-2012) - Sam Miller